# USCGC Eagle (schip, 1936)

Oorspronkelijk gebouwd (1936) door Blohm & Voss als Horst Wessel, een Gorch Fock type schip, is de tot USCGC Eagle herdoopte bark nu in dienst als opleidingsschip van de kustwacht van de VS.

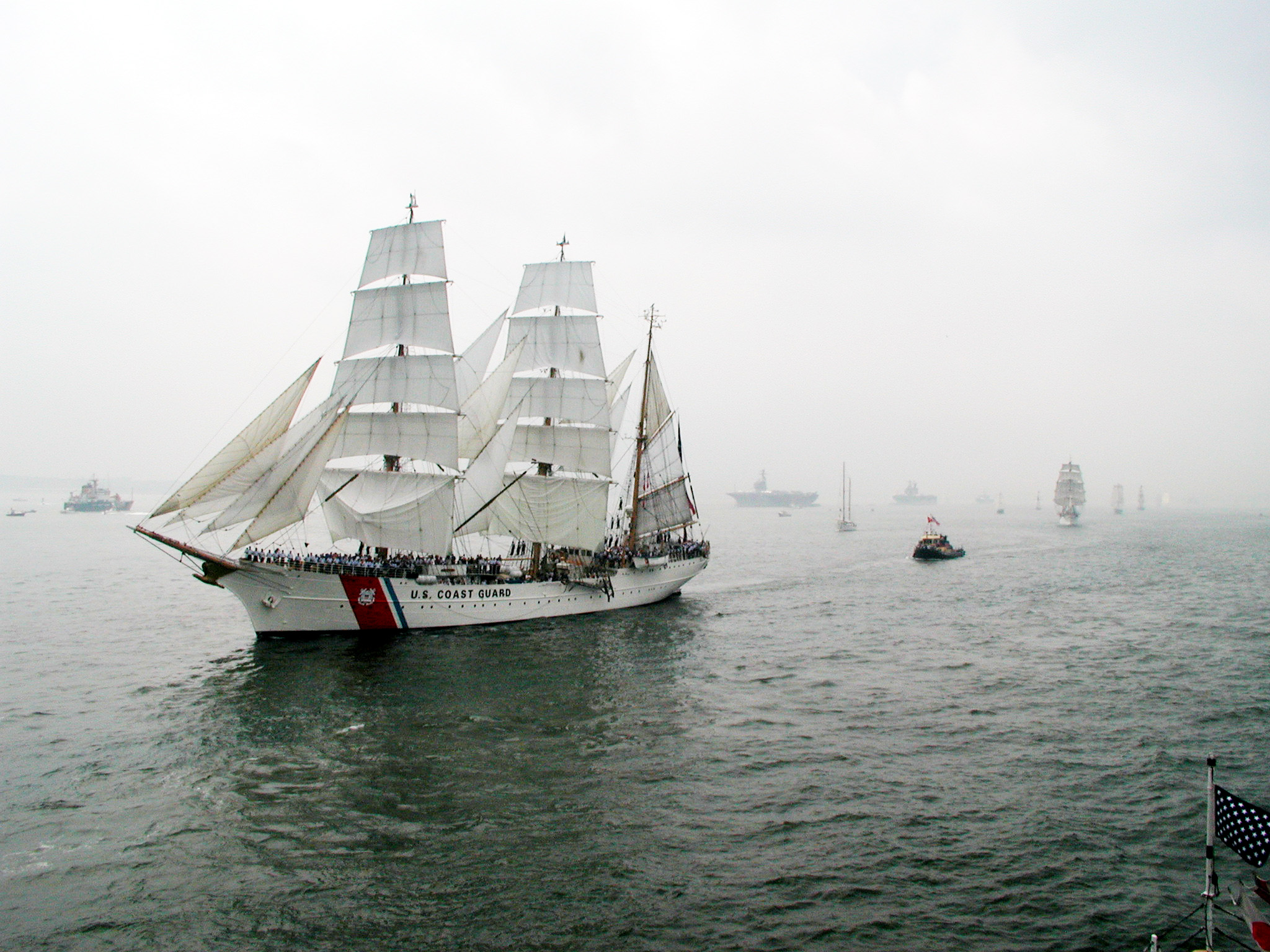
USCGC Eagle leidt de vlootschouw, New York, 4 juli 2000

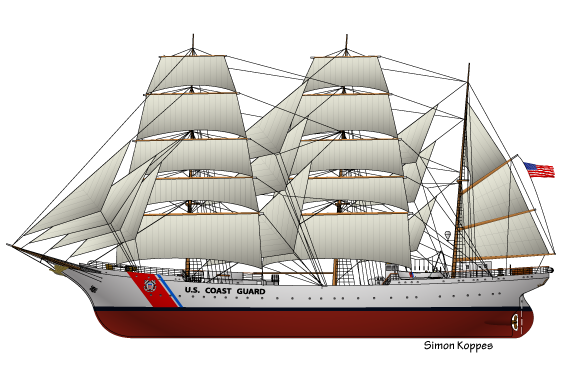
Lijntekening van de USCGC Eagle

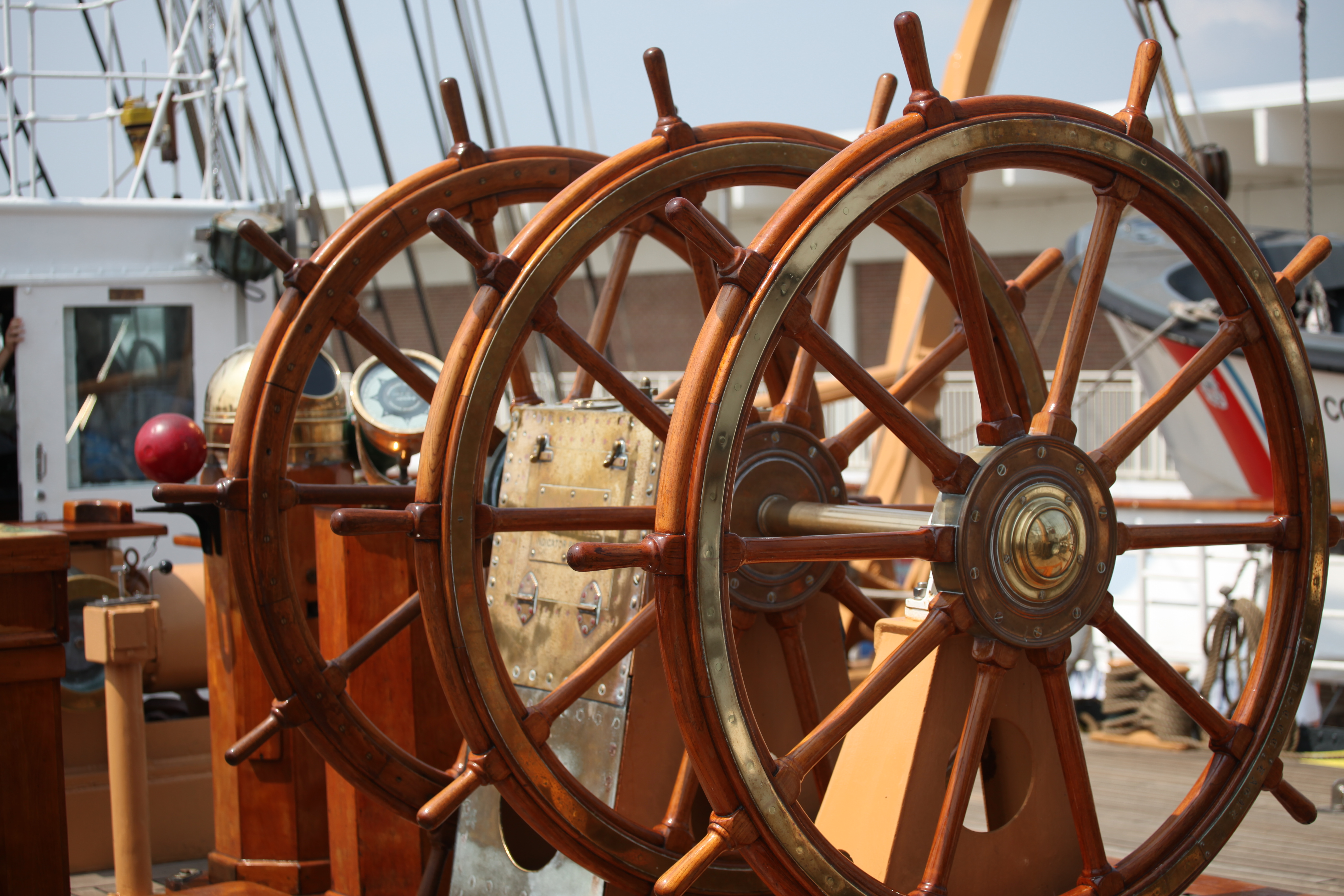
Stuurstand van de USCGC Eagle

Vanaf 1932 gaf de Duitse marine opdracht voor een reeks opleidingsschepen, welke begon met de Gorch Fock en daarom de Gorch Fock-scheepsklasse wordt genoemd. Het tweede schip uit de reeks, de latere USCGC Eagle, werd 'Horst Wessel' genoemd naar een lid van de Nazi partij (het derde schip werd de Albert Leo Schlageter; het vierde Mircea en het nooit voltooide vijfde schip Herbert Norcus).
Deze schepen werden alle gebouwd door de Duitse werf Blohm & Voss, ook de bouwer van het in 1958 gebouwde vervangende opleidingsschip Gorch Fock (II), omdat de oorspronkelijke Gorch Fock was geconfisqueerd door de Sovjet-Unie.
De Horst Wessel diende als vlaggenschip van de Duitse opleidingsvloot, tot hij in 1939 bij het begin van de Tweede Wereldoorlog werd opgelegd. Net als zijn zusterschepen werd de Horst Wessel na de oorlog in beslag genomen door de geallieerden, in zijn geval de Verenigde Staten.
Herdoopt als United States Coast Guard Cutter (USCGC) Eagle, werd het schip het zevende kustwachtschip van de Amerikaanse marine met deze naam. Als opleidingsschip voor cadetten van Kustwachtacademie maakt de Eagle opleidingscruises met een duur van weken tot maanden.
De Eagle biedt toekomstige officieren de kans hun theoretische kennis betreffende navigatie en techniek die zij op de academie hebben opgedaan, in de praktijk te brengen. Toekomstige leidinggevende officieren oefenen leidinggevende en dienstverlenende taken die normaal worden uitgevoerd door officieren van een lagere rang, terwijl die de taken van de gewone bemanning uitvoeren.

## Technische gegevens
- tonnage: 1.390 bruto
- waterverplaatsing: 1.643 ton
- lengte: 89,7 m over alles
- breedte: 12 m
- diepgang: 6,2 m
- masthoogte boven water: 45,4 m
- zeiloppervlak: 1.983 m²
- MMSI: 303990000
- IMO: niet beschikbaar
- Call sign: NRCB